# Bistrica, Banjaluka
Bistrica je naselje v mestu Banjaluka, Bosna in Hercegovina. 

## Deli naselja
Antići, Banjci, Bistrica, Blagojevići, Bojanići, Čegari, Čokići, Donji Kremenovići, Gakovići, Giduni, Gligorići, Gogići, Gornji Kremenovići, Granulići, Janjatovići, Jankovići, Jovanići, Jovići, Lolići, Lovrići, Marjanci, Milanovići, Mirnići, Mitrovići, Pavlići, Perići, Popovići, Savići, Stanilkovići, Stjepanovići, Šanići, Štrbci, Talići in Vukelići.

## Prebivalstvo
| Pregled števila prebivalcev po letih | Pregled števila prebivalcev po letih | Pregled števila prebivalcev po letih | Pregled števila prebivalcev po letih | Pregled števila prebivalcev po letih | Pregled števila prebivalcev po letih |
| ------------------------------------ | ------------------------------------ | ------------------------------------ | ------------------------------------ | ------------------------------------ | ------------------------------------ |
| 1948                                 | 1953                                 | 1961                                 | 1971                                 | 1981                                 | 1991                                 |
| 2.012                                | 2.356                                | 2.546                                | 2.563                                | 2.104                                | 1.703                                |

| Narodna sestava prebivalstva po letih                                                                                           | Narodna sestava prebivalstva po letih                                                                                             | Narodna sestava prebivalstva po letih                                                                                            |
| --- | --- | --- |
| 1971 | 1981 | 1991 |
| . skupaj: 2.563 Srbi 2.543 (99,21 %) Hrvati 2 (0,07 %) Muslimani 2 (0,07 %) Jugoslovani 1 (0,03 %) drugi in neznano 15 (0,58 %) | . skupaj: 2.104 Srbi 1.976 (93,91 %) Hrvati 4 (0,19 %) Muslimani 1 (0,04 %) Jugoslovani 103 (4,89 %) drugi in neznano 20 (0,95 %) | . skupaj: 1.703 Srbi 1.651 (96,94 %) Muslimani 6 (0,35 %) Hrvati 3 (0,17 %) Jugoslovani 32 (1,87 %) drugi in neznano 11 (0,64 %) |